# División de Honor 1989-1990 (hockey su pista)
La División de Honor 1989-1990 è stata la 21ª edizione del torneo di primo livello del campionato spagnolo di hockey su pista. La competizione è iniziata il 6 dicembre 1989 e si è conclusa il 25 giugno 1990. Il torneo è stato vinto dal Liceo La Coruña per la quarta volta nella sua storia.

## Stagione

### Formula
La División de Honor 1989-1990 vide ai nastri di partenza sedici club; la manifestazione fu organizzata tramite due fasi distinte. Nella prima fase i club vennero divisi in due gironi da otto squadra ciascuno e furono disputati tramite girone all'italiana, con gare di andata e ritorno per un totale di 14 giornate: erano assegnati 2 punti per l'incontro vinto e un punto a testa per l'incontro pareggiato, mentre non ne era attribuito alcuno per la sconfitta. Al termine della prima fase le prime quattro squadre di ciascun girone si qualificarono per il torneo per il titolo mentre le altre furono relegate al torneo per non retrocedere. La seconda fase venne disputata in maniera speculare alla prima. Al termine della seconda fase nel torneo la vincente del girone titolo fu proclamata campione di Spagna. Nel girone retrocessione invece gli ultimi tre club classificati retrocedettero in Primera Division.

## Prima fase

### Girone A
|  | Pos. | Squadra         | Pt | G  | V  | N | P  | GF | GS | DR  |
|  | ---- | --------------- | -- | -- | -- | - | -- | -- | -- | --- |
|  | 1.   | Liceo La Coruña | 26 | 14 | 13 | 0 | 1  | 88 | 32 | +56 |
|  | 2.   | Barcellona      | 24 | 14 | 12 | 0 | 2  | 78 | 49 | +29 |
|  | 3.   | Noia            | 22 | 14 | 11 | 0 | 3  | 82 | 45 | +37 |
|  | 4.   | Blanes          | 9  | 14 | 4  | 3 | 7  | 52 | 60 | -8  |
|  | 5.   | Voltregà        | 8  | 14 | 4  | 2 | 8  | 45 | 51 | -6  |
|  | 6.   | Mollet          | 7  | 14 | 2  | 3 | 9  | 32 | 66 | -34 |
|  | 7.   | Tordera         | 6  | 14 | 3  | 0 | 11 | 50 | 74 | -24 |
|  | 8.   | Horta           | 6  | 14 | 3  | 0 | 11 | 33 | 82 | -49 |

Legenda:
  Qualificato al girone titolo.
  Relegato al girone retrocessione.
Note:
Due punti a vittoria, uno a pareggio, zero a sconfitta.

### Girone B
|  | Pos. | Squadra       | Pt | G  | V  | N | P  | GF | GS | DR  |
|  | ---- | ------------- | -- | -- | -- | - | -- | -- | -- | --- |
|  | 1.   | Dominicos     | 23 | 14 | 11 | 1 | 2  | 72 | 42 | +30 |
|  | 2.   | Reus Deportiu | 21 | 14 | 9  | 3 | 2  | 71 | 39 | +32 |
|  | 3.   | Igualada      | 19 | 14 | 9  | 1 | 4  | 74 | 35 | +39 |
|  | 4.   | Piera         | 17 | 14 | 8  | 1 | 5  | 56 | 39 | +17 |
|  | 5.   | Maçanet       | 9  | 14 | 4  | 1 | 9  | 42 | 74 | -32 |
|  | 6.   | Cibeles       | 8  | 14 | 3  | 2 | 9  | 37 | 59 | -22 |
|  | 7.   | Vilanova      | 8  | 14 | 3  | 2 | 9  | 36 | 71 | -35 |
|  | 8.   | Sentmenat     | 7  | 14 | 3  | 1 | 10 | 37 | 66 | -29 |

Legenda:
  Qualificato al girone titolo.
  Relegato al girone retrocessione.
Note:
Due punti a vittoria, uno a pareggio, zero a sconfitta.

## Seconda fase

### Girone titolo
|                   | Pos. | Squadra         | Pt | G  | V  | N | P  | GF | GS | DR  |
| ----------------- | ---- | --------------- | -- | -- | -- | - | -- | -- | -- | --- |
| Spagna (bandiera) | 1.   | Liceo La Coruña | 22 | 14 | 10 | 2 | 2  | 81 | 48 | +33 |
|                   | 2.   | Dominicos       | 17 | 14 | 8  | 1 | 5  | 56 | 48 | +8  |
|                   | 3.   | Igualada        | 17 | 14 | 8  | 1 | 5  | 67 | 55 | +12 |
|                   | 4.   | Noia            | 16 | 14 | 8  | 0 | 6  | 64 | 59 | +5  |
|                   | 5.   | Reus Deportiu   | 15 | 14 | 7  | 1 | 6  | 56 | 52 | +4  |
|                   | 6.   | Barcellona      | 14 | 14 | 6  | 2 | 6  | 63 | 58 | +5  |
|                   | 7.   | Piera           | 11 | 14 | 4  | 3 | 7  | 44 | 69 | -25 |
|                   | 8.   | Blanes          | 0  | 14 | 0  | 0 | 14 | 44 | 86 | -42 |

Legenda:
  Vincitore della Coppa del Re 1990.
  Qualificato ai play-off per il titolo.
      Campione di Spagna e ammessa alla Coppa dei Campioni 1990-1991.
      Eventuali squadre ammesse alla Coppa dei Campioni 1990-1991.
      Ammessa in Coppa delle Coppe 1990-1991.
      Ammessa in Coppa CERS 1990-1991.
Note:
Due punti a vittoria, uno a pareggio, zero a sconfitta.

### Girone retrocessione
|  | Pos. | Squadra   | Pt | G  | V | N | P | GF | GS | DR  |
|  | ---- | --------- | -- | -- | - | - | - | -- | -- | --- |
|  | 1.   | Voltregà  | 19 | 14 | 8 | 3 | 3 | 72 | 41 | +31 |
|  | 2.   | Mollet    | 17 | 14 | 8 | 1 | 5 | 37 | 41 | -4  |
|  | 3.   | Tordera   | 15 | 14 | 6 | 3 | 5 | 57 | 41 | +16 |
|  | 4.   | Vilanova  | 14 | 14 | 6 | 2 | 6 | 45 | 51 | -6  |
|  | 5.   | Cibeles   | 13 | 14 | 5 | 3 | 6 | 51 | 39 | +12 |
|  | 6.   | Sentmenat | 12 | 14 | 5 | 2 | 7 | 44 | 54 | -10 |
|  | 7.   | Maçanet   | 11 | 14 | 5 | 1 | 8 | 34 | 58 | -24 |
|  | 8.   | Horta     | 11 | 14 | 5 | 1 | 8 | 40 | 55 | -15 |

Legenda:
      Retrocessa in Primera Division 1989-1990.
Note:
Due punti a vittoria, uno a pareggio, zero a sconfitta.

## Play-off
|  | Semifinali | Semifinali      | Semifinali      | Semifinali | Semifinali |  |  | Finale | Finale          | Finale | Finale | Finale |  |
|  |            |                 |                 |            |            |  |  |        |                 |        |        |        |  |
|  | 1          | Liceo La Coruña | Liceo La Coruña | 8          | 6          |  |  |        |                 |        |        |        |  |
|  | 4          | Noia            | Noia            | 2          | 3          |  |  | 1      | Liceo La Coruña | 2      | 7      | 3      |  |
|  | 2          | Dominicos       | Dominicos       | 2          | 4          |  |  | 3      | Igualada        | 3      | 3      | 1      |  |
|  | 3          | Igualada        | Igualada        | 3          | 5          |  |  |        |                 |        |        |        |  |